# Narcine timlei
Narcine timlei är en rockeart som först beskrevs av Bloch och Schneider 1801.  Narcine timlei ingår i släktet Narcine och familjen Narcinidae. IUCN kategoriserar arten globalt som otillräckligt studerad. Inga underarter finns listade i Catalogue of Life.